# Appel comme d'abus
Le terme appel comme d'abus (en latin appellatio tamquam ab abusu) ou recours comme abus désigne pour le cas français ou le cas espagnol avec la notion de recurso de fuerzo, selon les théologiens et juristes modernes, le recours par lequel on remet en cause une décision abusive sortant de son domaine de compétence émanant d'une officialité ou d'une instance ecclésiastique en la portant devant les tribunaux royaux. Vice-versa, l'appel comme d'abus est un recours contre les empiétements de la juridiction civile au préjudice des droits de la juridiction ecclésiastique. C'est un moyen d'utiliser le pluralisme juridique, c'est-à-dire l'existence de plusieurs systèmes juridiques.
Il est utilisé de façon marginale dans les « territoires » du Saint-Empire romain puis se développe en France.
Il aurait aussi été essentiellement utilisé en Espagne et aux Pays-Bas, où le canoniste Van Espen désigne ce recours par l'expression remedium cassationis.

## Origine en France
En France, sous l'Ancien Régime, il se met progressivement en place aux XVe et XVIe siècles.
L'expression est née dans la première moitié du XVIIe siècle (utilisée par le Cardinal de Richelieu dans son "Testament Politique" rédigé avant sa mort en 1642) lorsque la royauté, pour préserver et augmenter sa supériorité juridictionnelle sur le pouvoir ecclésiastique, faisait appel comme d'abus afin que ce dernier s'en tienne au domaine qui lui était imparti.
L'appel comme d'abus disparut à la Révolution. Mais avec la restauration du culte catholique par Napoléon, l'abus a de nouveau été constaté grâce à l'appel. La loi du 18 germinal an X (8 avril 1802) relative à l'organisation des cultes en fut l'objet.
La loi du 9 décembre 1905 supprime définitivement le recours pour abus au profit d'une compétence exclusive du Conseil d'État statuant au contentieux.

### Webographie
- L'appel comme d'abus dans le Saint-Empire
- L'appel comme d'abus